# José Luis Caminero
Pour les articles homonymes, voir José Luis Pérez, Pérez et Caminero.
José Luis Pérez Caminero, né le 8 novembre 1967 à Madrid, est un footballeur international espagnol qui occupe le poste de milieu de terrain, reconverti en tant que directeur sportif de club de football.
José Luis Caminero intègre l'équipe réserve du Real Madrid Castilla en 1986 puis dispute son premier match de championnat d'Espagne en 1989 sous les couleurs du Real Valladolid. Après quatre saisons dans ce club, il rejoint l'Atlético de Madrid. Au sein du club madrilène, il dispute ses meilleures saisons en carrière, ce qui lui permet de remporter le doublé coupe-championnat en 1995-1996 et d'intégrer l'équipe nationale espagnole avec qui il participe à la Coupe du monde 1994 puis à l'Euro 1996. Caminero termine sa carrière au Real Valladolid et se reconvertit en tant que directeur sportif dans ce club puis à l'Atlético de Madrid et au Málaga CF dont il est licencié en octobre 2019.

## Biographie

### Carrière de joueur

#### En club
Natif de Madrid, Caminero intègre dans sa jeunesse le Real Madrid. Entre 1986 et 1989, il fait partie de l'équipe réserve du Real Madrid Castilla et évolue alors en Segunda División.
Rejoignant le Real Valladolid en 1989, il découvre la Primera División avec ce club. Il y reste jusqu'en 1993 et rejoint ensuite l'Atlético de Madrid. Avec les Colchoneros, Caminero fait partie de l'équipe type qui réalise le doublé coupe-championnat en 1995-1996,. Sous contrat initialement jusque 1996, son contrat est prolongé jusqu'en 1998 dès août 1994. Son salaire est alors estimé à 100 millions de pesetas par an. En conflit avec le dirigeant du club Miguel Ángel Gil Marín à l'été 1996, il souhaite alors quitter le club malgré son contrat en cours, ce qui ne se produit pas. Il devient capitaine de l'équipe en février 1997. Il est cependant en déclin au sein du club et le quitte lors de l'été 1998, revenant au Real Valladolid. Il joue ses six dernières saisons professionnelles dans son club et termine sur une relégation en Segunda División.

#### En sélection
La première sélection en équipe nationale de José Luis Caminero a lieu lors d'un match amical le 8 septembre 1993 contre le Chili qui se solde par une victoire espagnole 2-0. Sa dernière sélection se déroule le 22 juin 1996 en quart-de-finale de l'Euro 1996 contre l'Angleterre. Ce match se termine par un 0-0 et l'Angleterre se qualifie après les tirs au but. Caminero est sélectionné par Javier Clemente pour disputer la Coupe du monde 1994 et l'Euro 1996. Lors de la Coupe du monde 1994, il inscrit 3 buts : un doublé contre la Bolivie (victoire 3-1) et un but face à l'Italie en quart de finale (défaite 2-1). Ses 21 sélections en équipe nationale se soldent par treize victoires, sept matches nul, une défaite et huit buts inscrits.

### Après-carrière et en dehors du football
Une fois sa carrière de joueur terminée, Caminero reste dans le milieu du football. Il devient directeur sportif en juin 2005 du Real Valladolid et reste en poste jusque mai 2008. Le club est promu en Primera División à la fin de la saison 2006-2007. Caminero poursuit ensuite une formation d'entraîneur et de management sportif, ce qui le conduit à faire des stages dans différents clubs européens, notamment en Angleterre. En juillet 2011, il intègre au même poste l'Atlético de Madrid et y reste en fonction jusqu'à l'été 2018, date de son recrutement par le Málaga CF. Ce club vient alors d'être relégué en Segunda División. Il reste en poste jusqu'à son licenciement en octobre 2019.
En juin 2009, Caminero est arrêté par la police en possession d'une grosse somme d'argent liquide. Il est impliqué dans un trafic de blanchiment d'argent issu du trafic de cocaïne. Reconnaissant les faits, il risque quatre mois de prison. Un accord est trouvé entre son avocat et le procureur, lui permettant d'éviter l'incarcération en échange du paiement d'une amende de près de 20 000 euros.

## Palmarès
- Champion d'Espagne : 1996 (Atlético de Madrid).
- Vainqueur de la Coupe d'Espagne : 1996 (Atlético de Madrid).

## Distinction personnelle
- Prix Don Balón de Meilleur joueur espagnol : 1996

## Statistiques
Le tableau ci-dessous résume les statistiques en match officiel de José Luis Caminero durant sa carrière de joueur professionnel,.
| Saison                | Club                  | Championnat           | Championnat | Championnat | Coupe(s) nationale(s) | Coupe(s) nationale(s) | Compétition(s) continentale(s) | Compétition(s) continentale(s) | Compétition(s) continentale(s) | Espagne | Espagne | Total | Total |
| Saison                | Club                  | Division              | M.          | B.          | M.                    | B.                    | Comp.                          | M.                             | B.                             | M.      | B.      | M.    | B.    |
| 1986-1987             | Real Madrid Castilla  | Segunda División      | 14          | 0           | -                     | -                     | -                              | -                              | -                              | -       | -       | 14    | 0     |
| 1986-1987             | Real Madrid C         | Tercera División      | -           | -           | 5                     | 2                     | -                              | -                              | -                              | -       | -       | 5     | 2     |
| 1987-1988             | Real Madrid Castilla  | Segunda División      | 2           | 0           | -                     | -                     | -                              | -                              | -                              | -       | -       | 2     | 0     |
| 1988-1989             | Real Madrid Castilla  | Segunda División      | 23          | 4           | 3                     | 0                     | -                              | -                              | -                              | -       | -       | 26    | 4     |
| 1989-1990             | Real Valladolid       | Primera División      | 31          | 0           | 4                     | 1                     | C2                             | 5                              | 0                              | -       | -       | 40    | 1     |
| 1990-1991             | Real Valladolid       | Primera División      | 36          | 1           | 9                     | 0                     | -                              | -                              | -                              | -       | -       | 45    | 1     |
| 1991-1992             | Real Valladolid       | Primera División      | 37          | 1           | 4                     | 1                     | -                              | -                              | -                              | -       | -       | 41    | 2     |
| 1992-1993             | Real Valladolid       | Segunda División      | 30          | 1           | 7                     | 0                     | -                              | -                              | -                              | -       | -       | 37    | 1     |
| 1993-1994             | Atlético Madrid       | Primera División      | 26          | 6           | 1                     | 2                     | C3                             | 3                              | 0                              | 8       | 5       | 38    | 13    |
| 1994-1995             | Atlético Madrid       | Primera División      | 31          | 9           | 5                     | 2                     | -                              | -                              | -                              | 5       | 0       | 41    | 11    |
| 1995-1996             | Atlético Madrid       | Primera División      | 37          | 9           | 10                    | 0                     | -                              | -                              | -                              | 8       | 3       | 55    | 12    |
| 1996-1997             | Atlético Madrid       | Primera División      | 30          | 14          | 4                     | 1                     | C1                             | 4                              | 0                              | -       | -       | 38    | 15    |
| 1997-1998             | Atlético Madrid       | Primera División      | 25          | 2           | 2                     | 0                     | C3                             | 8                              | 3                              | -       | -       | 35    | 5     |
| 1998-1999             | Real Valladolid       | Primera División      | 27          | 4           | 3                     | 1                     | -                              | -                              | -                              | -       | -       | 30    | 5     |
| 1999-2000             | Real Valladolid       | Primera División      | 23          | 4           | -                     | -                     | -                              | -                              | -                              | -       | -       | 23    | 4     |
| 2000-2001             | Real Valladolid       | Primera División      | 33          | 5           | -                     | -                     | -                              | -                              | -                              | -       | -       | 33    | 5     |
| 2001-2002             | Real Valladolid       | Primera División      | 23          | 1           | 5                     | 0                     | -                              | -                              | -                              | -       | -       | 28    | 1     |
| 2002-2003             | Real Valladolid       | Primera División      | 22          | 0           | 1                     | 0                     | -                              | -                              | -                              | -       | -       | 23    | 0     |
| 2003-2004             | Real Valladolid       | Primera División      | 27          | 1           | 2                     | 0                     | -                              | -                              | -                              | -       | -       | 29    | 1     |
| Total sur la carrière | Total sur la carrière | Total sur la carrière | 477         | 62          | 65                    | 10                    | -                              | 20                             | 3                              | 21      | 8       | 583   | 83    |

## Caminero dans la culture populaire
Un dribble réalisé par Caminero aux dépens de Miguel Ángel Nadal et initiant une action de but lors d'un match entre l'Atlético de Madrid et le FC Barcelone en 1995-1996 est intégré par le réalisateur Pedro Almodóvar dans son film En chair et en os sorti en 1997.